# Нікола (присілок)
Нікола (рос. Никола) — присілок Бокситогорського району Ленінградської області Росії. Входить до складу Єфімовського міського поселення.
Населення — 0 осіб (2003 рік). 